# Руза
Руза (рус. Руза) град је у Русији у Московској области.

## Становништво
| 1959. | 1970. | 1979.  | 1989.  | 2002.  | 2010.  |
| ----- | ----- | ------ | ------ | ------ | ------ |
| 5.957 | 7.737 | 10.866 | 14.643 | 13.516 | 13.495 |